# Kristinedalkyrkan
Kristinedalkyrkan är en kyrkobyggnad i Stenungsund. Den tillhör Norums församling i Göteborgs stift.

## Kyrkobyggnaden
Kyrkan med tillhörande församlingslokaler ligger i bostadsområdet Kristinedal och är byggd i rött tegel. Den invigdes den 11 december 1971 och hade från början platt tak i 1970-talsstil efter ritningar av arkitekten Carl-Anders Hernek. Exteriören ändrades emellertid vid en renovering 1988-1989, då ett nytt imiterat koppartak med fall byggdes till. 
Kyrksalen avslutas med en rund absid, vilket är en inspiration från romansk stil. Under samma tak som själva kyrkorummet finns en samlingssal för förskola, barngrupper, musikverksamheter och annan församlingsverksamhet. I flygelbyggnaden ligger pastorsexpeditionen och kontor för kyrkans personal. 

## Inventarier
Altaret och korset bakom altaret är utförda i ljust trä. Den konstnärliga utsmyckningen har utförts av Kurt Dejmo. Urspungligen fanns även en predikstol och en dopfunt i samma trä men dessa är avlägsnade. En ny dopfunt i glas av Lars Sestervik invigdes 2020.

### Orgel
Orgeln, från Lindgrens orgelbyggeri, har sju stämmor och en manual, samt bihangspedal och delade register.

## Klockstapel
Framför platsen vid kyrkan finns en klockstapel också byggd i rött tegel. Den har två klockor, från Bergholtz klockgjuteri, som för klockringning är stämda i grundtonerna b i fjärde oktaven och ciss i femte oktaven.